# Mega Man X4
Mega Man X4, ban đầu được phát hành tại Nhật Bản với tên gọi Rockman X4 (ロックマンX4), là một trò chơi điện tử do Capcom phát triển. Đây là trò chơi thứ tư trong loạt Mega Man X và là trò chơi thứ hai trong loạt phát hành trên hệ máy Sega Saturn và PlayStation. Hai phiên bản phát hành đồng thời ở Nhật Bản năm 1997. Một bản khác tại Bắc Mỹ đã được xuất bản sau đó, trong khi Châu Âu chỉ có phiên bản PlayStation vào năm 1997.
Lấy bối cảnh ở thế kỷ 22, loạt Mega Man X lấy bối cảnh trong một xã hội con người và người máy thông minh được gọi là "Reploids" chung sống với nhau. Một lực lượng đặc nhiệm quân sự gọi là "Maverick Hunters" được triển khai để ngăn chặn cuộc nổi dậy của "Mavericks", Reploids bắt đầu thể hiện hành vi nguy hiểm và phá hoại. Mega Man X4 theo chân hai Hunter là X và Zero, tham gia vào cuộc xung đột giữa Hunter và một đội quân Reploid được gọi là "Repliforce". Mega Man X4 là một hành động-trò chơi platform giống như các phần khác trong loạt. Người chơi hoàn thành bộ tám màn theo bất kỳ thứ tự nào với hành động chính là chiến đấu với kẻ địch, tăng sức mạnh và giành vũ khí đặc biệt của trùm cuối mỗi màn. Không giống như các trò chơi trước trong loạt, Mega Man X4 cho phép người chơi lựa chọn giữa hai nhân vật chính ngay khi bắt đầu trò chơi: X chuyên sử dụng các đòn tấn công tầm xa, truyền thống; hoặc Zero chuyên sử dụng một thanh kiếm tầm ngắn.
Mega Man X4 được đón nhận nhìn chung là tích cực. Các nhà phê bình ca ngợi khả năng chơi với cả X hoặc Zero, một khái niệm mà nhiều người thấy là nó mở rộng dựa trên công thức chơi được cho là đã cạn kiệt của thương hiệu phụ Mega Man X trong suốt thập niên 1990. Tuy nhiên, game bị chỉ trích vì thiếu đổi mới và phần lồng tiếng. Ngoài các phiên bản trên máy chơi trò chơi điện tử tại gia, trò chơi đã được phát hành trên Windows ra toàn thế giới vào năm 1998 và 1999, trên điện thoại di động tại Nhật Bản năm 2011 và 2012. Game cũng được đưa vào Mega Man X Collection, một bộ sưu tập phát hành ở Bắc Mỹ trên PlayStation 2 và Nintendo GameCube năm 2006. Mega Man X4 có sẵn trên PlayStation Network như một phần của dòng PSOne Classics dành cho Bắc Mỹ và Nhật Bản năm 2014. Game cũng phát hành mới trên PC, cũng như các bản port cho PlayStation 4, Xbox One và Nintendo Switch như một phần của Mega Man X Legacy Collection (Rockman X Anniversary Collection tại Nhật Bản) phát hành ngày 24 tháng 7 năm 2018 trên toàn thế giới và ngày 26 tháng 7 năm 2018 tại Nhật Bản.

## Cốt truyện
Cốt truyện hơi khác một chút tùy thuộc vào việc người chơi chọn X hay Zero. Mega Man X4 diễn ra vào một năm mơ hồ ở thế kỷ 22 (21XX), nơi con người cùng tồn tại với các android thông minh được gọi là "Reploids". Sau thất bại thứ ba của Sigma, một nhóm Maverick Hunter thứ hai xuất hiện. Quân đội, được gọi là "Repliforce", là một chế độ quân sự do Tướng quân Reploid khổng lồ và chỉ huy thứ hai của ông ta là Colonel chỉ huy. Ở hậu trường, Sigma đã cố gắng thuyết phục Tướng quân rằng Hunter rất nguy hiểm và sẽ chống lại ông ta. Tướng quân sa thải Sigma, ông không muốn phản bội con người. Trong khi đó, Zero bị ám ảnh bởi một cơn ác mộng lặp đi lặp lại: một nhân vật bí ẩn đánh thức anh ta, gọi anh ta là "kiệt tác", sau đó ra lệnh cho anh ta tiêu diệt một mục tiêu không xác định.

## Lối chơi

Nhân vật của người chơi X di chuyển qua đoàn tàu quân sự tạo trong màn Slash Beast. Năng lượng và số mạng còn lại của người chơi hiển thị ở trên cùng bên trái.

Cách chơi trong Mega Man X4 tương tự như các phần trước của loạt Mega Man X. Người chơi được cung cấp một loạt các giai đoạn hành động-platform có thể hoàn thành theo bất kỳ thứ tự nào mong muốn. Trong các màn này, người chơi phải tránh các chướng ngại vật như mảnh vỡ và gai rơi xuống, đồng thời tiêu diệt rô bốt của kẻ thù để đi đến cuối màn. Nhân vật của người chơi vẫn giữ được các khả năng từ các mục trước trong loạt Mega Man X như lướt và mở rộng các bức tường. Một số màn chứa các phương tiện có thể điều khiển được như xe đạp bay và mecha bọc thép. Mỗi màn trong số tám màn đầu tiên có một trùm Maverick và việc đánh bại trùm này sẽ mang lại cho người chơi một khả năng mới. Mỗi con trùm đều yếu đối với một khả năng cụ thể, thêm một yếu tố chiến lược vào thứ tự mà người chơi hoàn thành các màn chơi.
Điểm mới đối với Mega Man X4 là khả năng chơi với tư cách là X hoặc Zero, (trong khi Zero tuy có thể chơi được trong Mega Man X3 nhưng chỉ đóng vai trò dự phòng cho X). Không thể chuyển đổi hai nhân vật khi đang chơi. Mặc dù cả hai đều trải qua các giai đoạn giống nhau, nhưng chúng hoạt động khác nhau và thử thách với địa hình khác nhau. X sử dụng "X-Buster", một khẩu pháo plasma trên cánh tay mà anh ta dùng để tấn công kẻ thù từ xa. Nó có thể sạc để bắn những phát bắn mạnh hơn. Một vũ khí mới sẽ được trao cho người chơi với mỗi con trùm bị đánh bại nếu chơi bằng nhân vật X. Những vũ khí này có số lượng đạn hạn chế, hiển thị bằng một thanh bên cạnh thanh sức khỏe, cả hai đều có thể nạp lại bằng cách nhặt đồ tăng sức mạnh khi kẻ địch bị tiêu diệt đánh rơi. Trong một số màn, người chơi có thể tìm thấy các viên nang chứa các nâng cấp áo giáp giúp tăng cường đáng kể khả năng của X. Zero thiên về cận chiến hơn X với thanh kiếm "Z-Sabre". Sức mạnh và độ chính xác của Z-Sabre bù đắp cho việc nó thiếu tầm bắn; điều này mang đến cho người chơi một hình thức thử thách khác với các con trùm. Thay vì lấy vũ khí từ các con trùm (ngoại trừ Giga Attack), Zero học các kỹ thuật đặc biệt như phi lao "Hienkyaku" và nhảy kép "Kuuenbu". Tuy nhiên, Zero không thể nâng cấp bất kỳ bộ phận cơ thể nào.
Sức khỏe tối đa của nhân vật người chơi có thể kéo dài bằng cách nhận "Heart Tank" ở mỗi màn trong số tám màn. Ngoài ra còn có hai "Bình máu phụ" có thể chứa đầy năng lượng sống và sau đó được sử dụng để bổ sung sức khỏe cho người chơi bất cứ lúc nào. Hai Xe tăng mới đã được thêm vào: "Bình năng lượng vũ khí (W-Tank)", chứa đầy năng lượng cho vũ khí đặc biệt; và một "Bình EX", giúp tăng số mạng mặc định của nhân vật từ hai lên bốn bất cứ khi nào người chơi tiếp tục từ điểm lưu.

## Phát triển và phát hành
Mega Man X4 do Capcom phát triển. Thay vì thiết kế các tác phẩm nghệ thuật khác nhau của trò chơi như trước đây, Inafune Keiji tập trung vào việc trở thành nhà sản xuất. Ông cũng tham gia vào việc tạo ra cốt truyện của trò chơi, một vai trò mà ông mô tả là "chỉ ít hơn một chút so với X1". Thay vì đi cho Repliforce thành những kẻ phản diện xấu xa trắng trợn như Sigma, đội ngũ biên kịch đã quyết định để họ "tự do về mặt đạo đức" một chút. Họ không muốn lý tưởng của Repliforce và Maverick Hunters quá xấu xa hay quá tốt đẹp. Inafune nhượng lại trách nhiệm thiết kế trước đây cho các nghệ sĩ từng làm việc trong loạt Mega Man X trước đây. Nghệ sĩ Suetsugu Haruki đã không thiết kế các nhân vật theo kiểu như ông sẽ làm cho các trò chơi sau này trong loạt, mà được giao bản nháp để vẽ hình minh họa cho mục đích quảng cáo. Ariga Hitoshi chịu trách nhiệm thiết kế "Ultimate Armor" bí mật của X, sẽ xuất hiện trong trò chơi sau khi nhập cheat code và với tư cách là tượng cử động Bandai của Nhật Bản. Ông đã dành bốn ngày để nghĩ ra bản thiết kế ban đầu, nhưng người giám sát yêu cầu làm lại. Sau khi mày mò các bộ phận áo giáp của Mega Man X3, ông nhận thấy rằng việc gắn chúng theo những cách cụ thể khiến nó trông giống như một chiếc máy bay. Ariga kể lại việc tạo ra bộ giáp là một nhiệm vụ cực kỳ khó khăn nhưng thú vị. Ông tiết lộ nhân vật Zero dự định sẽ có Bộ giáp tối thượng riêng, nhưng nhóm phát triển đã quyết định không hoàn thiện nó.
Các đoạn cắt cảnh FMV trong Mega Man X4 do XEBEC sản xuất, đây là công ty con của IG Port. Bản nhạc của trò chơi do Horiyama Toshihiko sáng tác. Bản nhạc cũng có chủ đề mở đầu Makenai Ai ga Kitto aru (負けない愛がきっとある lit. "Unbeatable Love I Surely Have") và bài hát kết thúc chủ đề là One More Chance, cả hai đều do Nakama Yukie hát. Tất cả nhạc cụ và giọng hát trong trò chơi đều được tổng hợp trên nhạc nền Capcom Music Generation: Rockman X1 ~ X6 do Suleputer phát hành năm 2003. Các bài hát chủ đề cũng được đưa vào Rockman Theme Song Collection, do Suleputer xuất bản năm 2002.
Mega Man X4 ban đầu được phát triển dưới dạng độc quyền cho Sega Saturn và dự kiến phát hành tháng 6 năm 1997, nhưng nó đã bị trì hoãn và phát hành trên nhiều nền tảng. Cả hai phiên bản console của Mega Man X4 đều phát hành tại Nhật Bản ngày 1 tháng 8 năm 1997. Ảnh bìa cho phiên bản Saturn ở Nhật Bản mô tả Zero đứng một mình trong khung cảnh tối tăm. "Thông thường, việc không có nhân vật chính trên bao bì là điều chưa từng xảy ra," Inafune nói. "Nhưng chúng tôi có rất nhiều người hâm mộ khó tính trên Saturn, vì vậy tôi nghĩ mọi chuyện sẽ ổn thôi." Phiên bản "Gói giới hạn đặc biệt" của trò chơi bao gồm tượng Ultimate Armor X có thể cử động. Bản địa hóa của phiên bản Mega Man X4 trên PlayStation tại Mỹ ban đầu bị tạm dừng sau khi Sony Computer Entertainment America từ chối quyền cho Capcom phát hành, được cho là do chính sách của họ đối với các trò chơi 2D. Tuy nhiên, sau những cuộc nói chuyện dai dẳng với công ty, Capcom cuối cùng đã thuyết phục được Sony cho phép phát hành trò chơi. Theo người phát ngôn của Capcom, lý do đằng sau sự chậm trễ là Mega Man X4 "thất lạc trong nhật trình trò chơi đang chờ phê duyệt của Sony". Phiên bản PlayStation phát hành năm 1997, trong khi phiên bản Saturn ra mắt vào đầu tuần sau đó. Những khách hàng đặt trước một trong hai phiên bản của trò chơi thông qua cửa hàng trực tuyến của Capcom sẽ được tặng một chiếc áo phông có in hình theo chủ đề Mega Man X4. Nhà phân phối châu Âu được chỉ định của Capcom là Virgin Interactive đã chọn không phát hành phiên bản Saturn ở châu Âu.

## Tiếp nhận và kế thừa
Các bài đánh giá dành cho phiên bản PlayStation và Saturn của Mega Man X4 nhìn chung là tích cực. Các nhà phê bình khen ngợi tùy chọn bổ sung để chơi xuyên suốt trò chơi với X hoặc Zero, lưu ý rằng sự khác biệt lớn trong cách các nhân vật chơi ở cùng cấp độ cũng thể hiện giá trị chơi lại của trò chơi. Tuy nhiên, hầu hết các nhà phê bình đều đồng tình rằng lối chơi cuộn bên 2D của Mega Man X4 đã nhàm chán và bão hòa ngay cả trước khi trò chơi được phát hành. Đặc biệt, GamePro và Next Generation đều đưa ra những đánh giá tiêu cực chỉ vì nhận thấy nó thiếu đổi mới trong loạt; GamePro khẳng định "chẳng có gì thay đổi trong lối chơi của Mega Man trên NES - mọi thứ chỉ lớn hơn một chút và ồn ào hơn một chút," trong khi Next Generation gợi ý rằng những người quan tâm đến trò chơi nên "nhặt Mega Man X3 trong thùng đã qua sử dụng với giá chỉ bằng một phần ba, vì bạn sẽ không mất gì nhiều." Tuy nhiên, một nhà phê bình GamePro khác đã đánh giá phiên bản PlayStation và đưa ra đánh giá cực kỳ tích cực, gọi nó là "màn ra mắt 32-bit ấn tượng" và "một thứ nhất định phải có cho thư viện của bất kỳ game thủ hành động nào". GameSpot đưa ra ý kiến trung gian hơn, kết luận "Nói chung, thêm một vài hiệu ứng 3D sẽ rất tuyệt, nhưng quyết định gắn bó với môi trường 2D thực sự là táo bạo, có phần lỗi thời. Về mặt thẩm mỹ, Mega Man X4 là một cải tiến đáng kể so với những tiền nhiệm, nhưng bạn phải nhớ rằng nó chỉ là một trò chơi cuộn bên."
Một số nhà phê bình cũng ca ngợi các điều khiển trực quan và nhạy bén, những con trùm khổng lồ, và thách thức khó phá đảo. John Ricciardi của Electronic Gaming Monthly thấy có khác biệt ở điểm cuối cùng, nói rằng các màn chơi quá dễ dàng, nhưng nói thêm rằng "trải nghiệm tổng thể chắc chắn là một trải nghiệm tích cực." Electronic Gaming Monthly đã liệt kê các phiên bản console ở vị trí thứ 78 trong "100 trò chơi hay nhất mọi thời đại" trong số thứ 100 của tạp chí vào năm 1997, cùng số báo mà họ đã đánh giá phiên bản PlayStation, với lý do "cải tiến đáng kể so với X3, với đồ họa 2-D chi tiết đáng kinh ngạc, lối chơi cân bằng (mặc dù hơi dễ) và một câu chuyện tuyệt vời với các cắt cảnh hoạt hình được thực hiện rất tốt." Họ cũng liệt kê Mega Man X4 là á quân cho "Trò chơi cuộn bên của năm" (xếp sau Castlevania: Symphony of the Night) trong Giải thưởng do ban biên tập bình chọn năm 1997.
Phiên bản Windows của trò chơi có điểm đánh giá thấp hơn nhiều. Tom Price của Computer Gaming World cảm thấy sức hấp dẫn của bản thân trò chơi chỉ giới hạn ở Mega Man và những người hâm mộ platformer, những người có khả năng đã sở hữu ít nhất một trong các phiên bản console của Mega Man X4. Computer Games Magazine tóm tắt, "Thật đơn giản. Nếu bạn cuồng Mega Man, bạn sẽ thích trò chơi này. Nếu không, bạn sẽ không thích. Vâng, Mega Man X4 tốt hơn Mega Man X3, nhưng điều đó giống như nói rằng Beach Babes from Beyond là một bộ hay hơn Redneck Zombies: dù sao thì tất cả đều chán, vậy tại sao phải bận tâm?"
Capcom bày tỏ sự hài lòng với hiệu suất thương mại của Mega Man X4, được cho là nhờ chiến dịch tiếp thị của công ty nhân kỷ niệm 10 năm. Theo thông tin bán hàng trên Famitsu, phiên bản PlayStation của trò chơi đã bán được 197.385 bản chỉ riêng tại Nhật Bản vào năm 1997, trở thành trò chơi bán chạy thứ 61 trong khu vực trong năm đó. Năm 2002, Capcom phát hành lại phiên bản PlayStation của trò chơi như một phần của Greatest Hits ở Bắc Mỹ, xác nhận rằng nó đã bán được ít nhất 350.000 bản. Mega Man X4 cũng phát hành lại trong nhiều phiên bản ở Nhật Bản bao gồm PlayStation the Best, PSone Books, và Sega Saturn Collection.
Bất chấp sự chế nhạo vì giữ nguyên công thức chơi trò chơi mà loạt Mega Man đã sử dụng trong suốt một thập kỷ, Capcom vẫn tiếp tục sử dụng tính năng cuộn bên 2D cho hai phần khác của loạt là Mega Man X5 và X6. Ba trò chơi này, cũng như ba phần trước đó đã được đưa vào Mega Man X Collection Bắc Mỹ cho Nintendo GameCube và PlayStation 2 năm 2006. Phiên bản đi động của Mega Man X4 dành cho khách hàng au và DoCoMo cũng có sẵn để mua tại Nhật Bản. Một phiên bản có X là một nhân vật có thể chơi được đã phát hành năm 2011; một phiên bản với Zero vào năm 2012. Mega Man X4 cũng phát hành trên PlayStation Network cho PlayStation 3, PlayStation Vita và PlayStation Portable như một phần của dòng PSOne Classics năm 2014. Cuối cùng, Mega Man X4 đã được đưa vào Mega Man X Legacy Collection, một bộ sưu tập phát hành cho PlayStation 4, Xbox One, Nintendo Switch và Microsoft Windows.